# أوتروبيا
أوتروبيا هي امرأة نبيلة رومانية هي ابنة الإمبراطور قسطنطيوس كلوروس وفلافيا ماكسميانا تيودورا والأخت غير الشقيقة للإمبراطور قسطنطين العظيم. تزوجت من قنصل روما فيريوس نيبوتيانوس. أنجبت منه ابنها نيبوتيانوس الذي أصبح أحد الغاصبين في سنة 350 مع ماغننتيوس ضد الإمبراطور قنسطانطيوس الثاني.